# Ејдријан (Минесота)
Ејдријан (енгл. Adrian) град је у америчкој савезној држави Минесота.

## Демографија
По попису из 2010. године број становника је 1.209, што је 25 (-2,0%) становника мање него 2000. године.
| Група             | 2000.         | 2010.         |
| Белци             | 1.178 (95,5%) | 1.133 (93,7%) |
| Афроамериканци    | 3 (0,2%)      | 5 (0,4%)      |
| Азијати           | 4 (0,3%)      | 14 (1,2%)     |
| Хиспаноамериканци | 36 (2,9%)     | 50 (4,1%)     |
| Укупно            | 1.234         | 1.209         |